# Остров Мужества и Скорби
«Остров Мужества и Скорби» (бел. Востраў Мужнасці і Смутку, также «остров слёз») — мемориал, посвящённый белорусским воинам-интернационалистам, павшим в Афганистане в 1979—1989 гг. В войне принимало участие более 30 000 белорусов, из них погибло 789 человек, пропало без вести 12 человек, остались инвалидами 718 человек.

## Описание

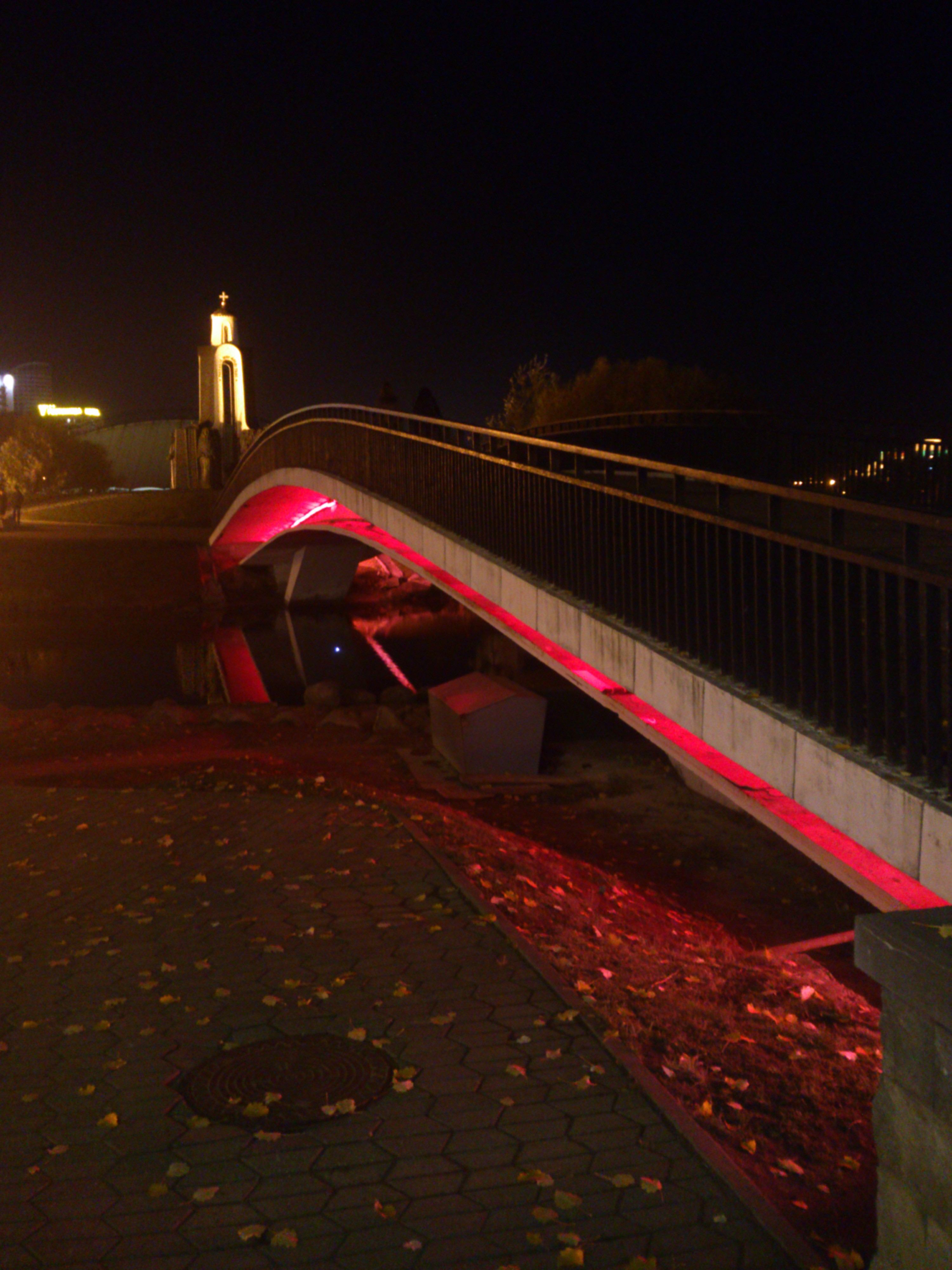
Мост на Остров слёз

Комплекс расположен на искусственном острове на реке Свислочь, в самом центре Старого Минска, рядом с Троицким предместьем. Строительство было начато ещё в 1988 году, когда Афганская война ещё не закончилась. Полностью комплекс был открыт 3 августа 1996 года. В основу очертаний Храма положен первоначальный облик Храма Ефросиньи Полоцкой, такой, каким он был в XII веке. Сам мемориальный комплекс был возведен по проекту группы архитекторов и скульпторов под руководством Юрия Павлова, чья работа была признана лучшей по результатам конкурса.
Попасть на остров можно по перекидному арочному мостику. Сразу на входе посетителей встречает бронзовая скульптура Божьей Матери, вмурованная в гранит. На этом камне — текст на белорусском: «Сынам, погибшим в Афганистане, возведен этот храм…» И дальше строки — «Чтобы зла не было ни на своей, ни на чужой земле…»
Мемориальный комплекс задумывался как память всем белорусам, погибшим в военных действиях за пределами страны, в народе он символизирует память погибшим воинам-афганцам. Во многом благодаря тому, что в составе мемориала выделяется небольшая часовня, на стенах которой начертаны имена всех белорусов, павших в Афганистане. На стенах внутри часовни имена 771 погибшего воина-афганца. Это белорусы, уроженцы республики, и те, кто похоронен на белорусской земле.

Плачущий ангел

Также на острове располагаются скульптура маленького плачущего ангела, который по задумке архитекторов, символизирует безутешную скорбь по погибшим, и большие камни с высеченными на каждом из них названиями афганских провинций, где вели бои советские подразделения. Скульптура изображает маленького плачущего ангела, который, по задумке архитекторов, безутешно оплакивает погибших парней. Молодожёны Минска считают хорошей традицией возложить цветы к этому памятнику. Считается, что этот ритуал оградит новоиспечённого мужа от смерти и увечий в бою. А невесты трут член скульптуры. Считается, что благодаря этому ритуалу родится мальчик.